# Roberto Gandini (regista)
Roberto Gandini (Genova, 13 febbraio 1957) è un attore teatrale, regista teatrale e drammaturgo italiano.

## Biografia
Nasce a Genova da Giuseppe e da Emma Miscioscia. Nel 1976 ottiene il diploma di infermiere professionale presso gli Ospedali Galliera di Genova e l'anno successivo quello di assistente sanitario presso la Scuola della Croce Rossa di Genova. Studia danza con Giannina Censi a Genova, mimo in Italia e in Francia, frequenta la scuola di recitazione del Teatro Stabile di Genova, studia circo con Willi Colombaioni e con gli acrobati del circo di Liana e Rinaldo Orfei.
Dal 1986 la sua attività si svolge prevalentemente presso il Teatro di Roma in qualità di esperto di movimenti, attore, assistente della direzione artistica, coordinamento artistico-tecnico - stagione estiva di Ostia Antica 1993.
Nel 1992 collabora con l'Opera del Teatro Nazionale di Pechino; nella stagione 1993/1994 lavora nello spettacolo Turandot come aiuto regista e attore-narratore sia a Pechino che nella tournée italiana.
Nel 1995 ha collaborato con Peter Stein nello Zio Vania di Anton_Pavlovič_Čechov in qualità di aiuto regista e dallo stesso anno è coordinatore artistico del Laboratorio teatrale integrato Piero Gabrielli. 
È coautore con Attilio Marangon di quasi tutti gli spettacoli messi in scena per il Teatro di Roma]e il Laboratorio Teatrale Integrato Piero Gabrielli.
Svolge attività didattica sia nel campo teatrale sia in quello socio riabilitativo per docenti, studenti e ragazzi. Ha insegnato recitazione presso la Link Academy.
È sposato con la coreografa Iole Biocca e ha due figli Pietro e Andrea

## Teatro

### Regie teatrali
- Gianni prendi la macchina di Attilio Marangon. prod. Porta Romana
- Le storie di Memos di Giuseppe Manfridi prod. Compagnia di Balletto Mimma Testa
- Il secondo Don Chisciotte da Cervantes prod. Teatro Stabile di Palermo
- La Farina del Diavolosaggio del Laboratorio di drammaturgia del Teatro di Roma a cura di Giuseppe Manfridi
- Notte d’incanto di Sławomir Mrożek, prod. Estate Romane
- A noi la poesia! di Antonio Ullu, Castel Sant’Angelo, prod. Festa dell’Unità
- Tempo Zero di Pierpaolo Palladino, Premio IDI ed.1995- prod. Teatro la Cometao
- Verso Roma di Giuseppe Manfridi prod. Teatro di Roma e Provincia di Roma
- Il contafavole (ciclo di letture teatrali per l’infanzia) prod. Teatro di Roma
- Ho detto di no incontri laboratorio-spettacolo con ragazzi al Teatro dell’Angelo, prod. Teatro di Roma, stagione 1997/98 e stagione 1998/99
- L’alfabeto dei sentimenti	incontro laboratori-spettacolo con ragazzi al Teatro Tenda Pianeta, prod. Teatro di Roma, stagione aprile 2000
- Musicomix	di S. Roffi e G. Capogrande, Concerti al Parco 2002, Villa Pamphili, Sala Umberto gennaio 2003
- Sbagliando s’inventa spettacolo per ragazzi da Gianni Rodari – di Attilio Marangon – prod. Teatro di Roma, stagione 2001/02, Teatro India
- Zorro e la foresta incantata spettacolo per ragazzi di Attilio Marangon – prod. Teatro di Roma, stagione 2002/2003, e 2003/2004, Teatro Argentina.
- Le pagine della Storia letture di autori latini realizzata nell’ambito del “La Settimana della Cultura 2004” presso il Museo della Civiltà Romana, maggio 2004
- La Tempesta spettacolo per ragazzi da W.Shakespeare adattamento di Attilio Marangon prod. Teatro di Roma per Piccola Comp. Piero Gabrielli Teatro India stagione 2006/2007
- C’era 2 volte spettacolo per ragazzi da Gianni Rodari adattamento di Attilio Marangon Prod, Teatro di Roma - Piccola Comp. Del Piero Gabrielli Stagione 2007/2008
- Al Pappagallo Verde di Arthur Schnitzler - Saggio degli allievi del II anno Link Academy Teatro Orangerie maggio 2008
- Il Pedone Rosso di Attilio Marangon, Giuseppe Manfridi e Alessandro Berti Produzione Teatro di Roma maggio 2009 ( 2010 turnée Montecarlo)
- Il Borghese Gentiluomo di Moliere Saggio degli allievi del II anno Link Academy Teatro Orangerie maggio 2009
- Il campetto spettacolo per ragazzi di Attilio Marangon Prod, Teatro di Roma - Piccola Comp. Del Piero Gabrielli Stagione 2010/2011
- Turandotdi Carlo Gozzi Saggio degli allievi del II annoLynk Academy Teatro dei Documenti Roma giugno 2010
- La storia della bambina invisibilespettacolo per ragazzi da Gianni Rodari adattamento di Attilio Marangon Prod, Teatro di Roma - Piccola Comp. Del Piero Gabrielli Stagione 2010/2011
- Fratelli di scuola spettacolo per i 150° dell’unità d’Italia adattamento di Attilio Marangon Prod, Teatro di Roma - Piccola Comp. Del Piero Gabrielli Stagione 2007/2008
- C’era 2 volte spettacolo per ragazzi da Gianni Rodari adattamento di Attilio Marangon Prod, Teatro di Roma - Piccola Comp. Del Piero Gabrielli Stagione 2007/2008
- Il soffio delle camere d’aria di Attilio Marangon e Giuseppe Manfridi Prod, Teatro di Roma - Piccola Comp. Del Piero Gabrielli Stagione 2010/2011
- Turandot da Carlo Gozzi adattamento di Attilio Marangon Prod. Teatro di Roma Casa dei Teatri Teatro India Stagione 2011/2012
- Woyzeck da Georg Buchner adattamento di Attilio Marangon Prod, Teatro di Roma - Piccola Comp. Del Piero Gabrielli Teatro Argentina in occasione della giornata internazionale contro la violenza sulle donne Stagione 2012/2013
- La piazza degli Angeli Performance della Piccola Comp. Del Piero Gabrielli nell’ambito del Festival di Teatri al limite “Fuori Posto”. L’evento è stato presentato il 13 settembre presso il Parco Andrea Campagna e il 25 settembre presso il Bibliopoint dell’IC Giorgio Perlasca. Inoltre è stato replicato il 15 ottobre al Foro Italico. Regia di Roberto Gandini 2014
- Marameo al Colosseo	 da Gianni Rodari adattamento di Attilio Marangon Prod, Teatro di Roma - Piccola Comp. del Piero Gabrielli Teatro Argentina novembre 2014 - ripresa marzo 2015 Sala Squarzina ridotto del Teatro Argentina marzo 2015 Teatro Torlonia ottobre 2018
- L’albero di Rodari da Gianni Rodari adattamento di Attilio Marangon Prod, Teatro di Roma - Piccola Comp. del Piero Gabrielli Teatro Argentina dicembre 2015 ripresa a dicembre 2016, a gennaio 2017 e a dicembre 2019 Sala Squarzina ridotto del Teatro Argentina
- Il Purgatorio da Dante Alighieri adattamento di Attilio Marangon Prod, Teatro di Roma - Piccola Comp. del Piero Gabrielli Teatro India autunno 2015 - ripresa gennaio 2016 Teatro Argentina Giubileo 2015 – 2016
- Pinocchio da “le Avventure di Pinocchio” di Carlo Collodi adattamento Attilio Marangon prod. Teatro di Roma – Piccola Compagnia del Piero Gabrielli – Teatro India ottobre 2016[1]
- Infuturarsi di Roberto Gandini e Attilio Marangon prod. Teatro di Roma – Piccola Compagnia del Piero Gabrielli – Teatro di Villa Torlonia ottobre 2017
- La classe agitata	di Roberto Gandini prod. Teatro di Roma – Piccola Compagnia del Piero Gabrielli – Teatro India novembre 2018

### Regie per il Laboratorio teatrale integrato Piero Gabrielli del Teatro di Roma
- Sogno di una notte di mezza estate Anno di produzione 1995
- Il Borghese Gentiluomo Anno di produzione 1996
- Turandot Anno di produzione 1997
- Circo Rodari Anno di produzione 1998
- La classe scoperta –(l’ora di storia) Anno di produzione 1999
- L’amore delle tre melarance Anno di produzione 2000
- La festa dei 100 ragazzi (festa teatrale) Anno di produzione 2001
- Le nuove avventure di Pinocchio Anno di produzione 2002
- La nave di Arlecchino(festa teatrale) Anno di produzione 2003
- La nave di Arlecchino Anno di produzione 2004
- Le Nozze (festa teatrale) Anno di produzione 2005
- Le Nozze Anno di produzione 2006
- La storia del bambino invisibile Anno di produzione 2009
- Tre binari Anno di produzione 2010
- La storia di tutte le storie Anno di produzione 2011
- La melarancia imprigionata Anno di produzione 2012
- Dica 33 Anno di Produzione 2012
- Immaginare il futuro Anno di Produzione 2013
- Miracolo in città Anno di produzione 2013
- Suite Rodari Anno di produzione 2014
- La cerimonia Anno di produzione 2015
- I racconti del falò Anno di produzione 2016
- Carosello italiano Anno di produzione 2016
- I racconti del falò	 Anno di produzione 2017
- Infuturarsi Anno di produzione 2017
- Il pedone rosso Anno di produzione 2018
- I racconti del falò Anno di produzione 2018

### Attore
- Donne attente alle donne regia dei T. Henze
- I gemelli rivali regia di M. Sciaccaluga
- Ivanov regia di C. Cecchi
- Il malato immaginario regia di A.R. Shama
- Tartuffo regia di P. Lochaak
- Barnum regia di B. Shwab
- Qui comincia la sventura…	regia di G. Zampieri
- Gli accidenti di Costantinopoli regia di G. Gallione
- Pensieri proibiti regia di T. Schirinzi
- Pericle principe di Tiro regia di G. Zampieri
- Capitan Fracassa regia di A. Zucchi
- L’isola dei pappagalli regia di F. Passatore
- Una delle ultime sere di Carnovale regia di M. Scaparro
- Il mago di Oz regia di G. Vasilicò
- Memorie di Adriano regia di M. Scaparro
- Il viaggio dell’uomo che cercava regia di J. P. Denizon

### Lirica in qualità di mimo
- Cenerentola regia di A. Trionfo
- Arlecchino regia di F. Siciliano
- Falstaff regia di M. Sciaccaluga

## Radio e televisione
- Il malato immaginario Rai 3 (attore)
- Memorie di Adriano Rai 2 (attore)
- Barnum Rai 1 (attore)
- Aspettando la mezzanotte Radio 3 (autore-conduttore)
- Il sogno di Piero Documentario televisivo, regia in collaborazione con Enrico Coletti, anno di produzione 1997. Partecipazione al Giffoni Film-Festival 1997
- Dietro le quinte Documentario televisivo, regia in collaborazione con Enrico Coletti, anno di produzione 1999
- Otto storie d’integrazione Documentario televisivo, regia Prod. Teatro di Roma, anno 2000.
- Il volo delle melarance Documentario televisivo, regia in collaborazione con Fiorella Cappelli, anno di produzione 2000, Rai Sat Ragazzi – Teatro di Roma.
- L’avventura delle avventureDocumentario televisivo, regia, anno di produzione 2001-2002 Rai Sat Ragazzi- Teatro di Roma. Partecipazione al Giffoni Film-Festival 2002
- Interviste Documentario didattico, regia. Prod. Teatro di Roma anno 2002
- I ragazzi della Nave Documentario televisivo, regia in collaborazione con Vito Simone. Anno di produzione 2004. Produzione Rai Sat Ragazzi e Teatro di Roma.
- Il laboratorio Incantato Conduttore e coautore del programma televisivo Il Laboratorio Incantato 12 puntate Prod. Rai Sat Ragazzi e Tele Lazio teatro di Roma 2005
- Perché gli altri siamo noi Documentario televisivo, regia, anno di produzione 2006. Comune di Roma Teatro di Roma.
- Uno strano matrimonio Documentario televisivo, regia in collaborazione con Vito Simone. Anno di produzione2006. Produzione Rai Sat Ragazzi e Teatro di Roma. Partecipazione a Giffoni Film Festival 2006.
- Il grande gioco Documentario televisivo regia in collaborazione con Fabio Cimenti –Prodotto dalla Regione Lazio in occasione della giornata mondiale dei diritti dell’infanzia 2008.
- Gli scherzi di Caino Documentario televisivo regia in collaborazione con Gianluca Rame – Prodotto dal Teatro di Roma Vincitore del Premio Tulipano Nero 2009
- Giochi di teatro Documentario televisivo regia in collaborazione con Gianluca Rame–Prodotto da Teatro di Roma in collaborazione con la Regione Lazio. 2012
- Turandot Diretta radiofonica dagli studi di Radio 3 dello spettacolo “Turandot” presentato dalla Piccola Compagnia Piero Gabrielli, 2012
- Woyzeck “Teatri in scena” prove in diretta dello spettacolo “Woyzeck” presentato dalla Piccola Compagnia Radio 3, 2013
- Bulli di sapone Documentario regia Roberto Gandini in collaborazione con Gianluca Rame Prodotto dal Teatro di Roma in associazione con l’AIPD Roma 2014
- 3906 Documentario regia di Roberto Gandini in collaborazione con Gian Luca Rame Prodotto dal Teatro di Roma 2015
- A proposito di Čechov Adattamento e regia radiofonica di Roberto Gandini, musiche di Roberto Gori prod. Rai Radio3 – Tutto esaurito - 30 novembre 2015
- L’Albero di Rodari 2016 Diretta radiofonica dagli studi di Radio 3 dello spettacolo “L'Albero di Rodari” presentato dalla Piccola Compagnia Piero Gabrielli
- La grammatica del lavoroDocumentario regia di Roberto Gandini in collaborazione con Gian Luca Rame Prodotto dal Teatro di Roma 2016
- Batte profondo il tamburo	Documentario regia di Roberto Gandini in collaborazione con Gian Luca Rame Prodotto dal Teatro di Roma 2017
- Giochi di parola e di lettura Documentario a cura di Roberto Gandini montaggio Gianluca Rame Prodotto dal Teatro di Roma 2018 – Cepell MIBAC